# Кілінґі-Ниммеський район
Кі́лінґі-Ни́ммеський район (ест. Kilingi-Nõmme rajoon, рос. Килинги-Ныммеский район) — адміністративно-територіальна одиниця Естонської РСР з 26 вересня 1950 до 24 січня 1959 року.

## Географічні дані
Площа району станом на 1955 рік — 1191,4 км2.
Адміністративний центр — місто Кілінґі-Нимме.

## Історія
26 вересня 1950 року в процесі скасування в Естонській РСР повітового та волосного адміністративного поділу утворений Кілінґі-Ниммеський сільський район, який безпосередньо підпорядковувався республіканським органам. До складу новоутвореного району ввійшли місто Кілінґі-Нимме як адміністративний центр та 14 сільських рад: Крундікюласька, Раннаметсаська, Азуяська, Массіаруська, Кабліська, Орайиеська, Яер'яська, Рістікюласька, Саардеська, Таліська, Вееліксеська, Камаліська, Канакюласька, Вяльякюласька.
Після прийняття 3 травня 1952 року рішення про поділ Естонської РСР на три області Кілінґі-Ниммеський район включений до складу Пярнуської області. Проте вже 28 квітня 1953 року області в Естонській РСР були скасовані і в республіці знов повернулися до республіканського підпорядкування районів.
20 березня 1954 року відбулася зміна кордонів між районами Естонської РСР, зокрема Кілінґі-Ниммеський район передав 28,76 га Пярнуському району.
17 червня 1954 року розпочато в Естонській РСР укрупнення сільських рад, після чого в Кілінґі-Ниммеському районі замість 14 залишилися 8 сільрад: Гяедемеестеська, Яер'яська, Кабліська, Канакюласька, Массіаруська, Саардеська, Таліська, Тігеметсаська.
24 січня 1959 року Кілінґі-Ниммеський район ліквідований, а його територія поділена між Аб'яським районом (місто Кілінґі-Нимме та Яер'яська, Канакюласька, Массіаруська, Саардеська, Таліська й Тігеметсаська сільські ради) та Пярнуським міським округом (Гяедемеестеська та Кабліська сільські ради підпорядковувалися Пярнуській міській раді).

## Адміністративні одиниці
| Сільрада        | 1950 | 1954 | 1954 | 1959 |
| --------------- | ---- | ---- | ---- | ---- |
| Азуяська        |      |      |      |      |
|                 |      |      |      |      |
|                 |      |      |      |      |
| Вееліксеська    |      |      |      |      |
|                 |      |      |      |      |
|                 |      |      |      |      |
| Вяльякюласька   |      |      |      |      |
|                 |      |      |      |      |
|                 |      |      |      |      |
| Гяедемеестеська |      |      |      |      |
|                 |      |      |      |      |
|                 |      |      |      |      |
| Кабліська       |      |      |      |      |
|                 |      |      |      |      |
|                 |      |      |      |      |
| Камаліська      |      |      |      |      |
|                 |      |      |      |      |
|                 |      |      |      |      |
| Канакюласька    |      |      |      |      |
|                 |      |      |      |      |
|                 |      |      |      |      |
| Крундікюласька  |      |      |      |      |
|                 |      |      |      |      |
|                 |      |      |      |      |

| Сільрада       | 1950 | 1954 | 1954 | 1959 |
| -------------- | ---- | ---- | ---- | ---- |
| Массіаруська   |      |      |      |      |
|                |      |      |      |      |
|                |      |      |      |      |
| Орайиеська     |      |      |      |      |
|                |      |      |      |      |
|                |      |      |      |      |
| Раннаметсаська |      |      |      |      |
|                |      |      |      |      |
|                |      |      |      |      |
| Рістікюласька  |      |      |      |      |
|                |      |      |      |      |
|                |      |      |      |      |
| Саардеська     |      |      |      |      |
|                |      |      |      |      |
|                |      |      |      |      |
| Таліська       |      |      |      |      |
|                |      |      |      |      |
|                |      |      |      |      |
| Тігеметсаська  |      |      |      |      |
|                |      |      |      |      |
|                |      |      |      |      |
| Яер'яська      |      |      |      |      |
|                |      |      |      |      |
|                |      |      |      |      |

## Друкований орган
17 лютого 1951 року тричі на тиждень почала виходити газета «Kolhoosi Tee» («Колхоозі Тее», «Колгоспний шлях»), друкований орган Кілінґі-Ниммеського районного комітету комуністичної партії Естонії та Кілінґі-Ниммеської районної ради депутатів трудящих. Останній номер газети вийшов 31 січня 1959 року.